# Gregorio del Olmo
Gregorio del Olmo Pascual (Madrid, 13 de febrero de 1921-Valencia, 8 de julio de 1977) fue un pintor español que participó en las dos escuelas pictóricas madrileñas más importantes de la posguerra española: la segunda Escuela de Vallecas y la Escuela de Madrid.

## Biografía
Nacido en el barrio de Usera de Madrid, Gregorio del Olmo comenzó su formación pictórica en 1933 en la Escuela de Artes y Oficios de Madrid. Según cuenta en su autobiografía su primer cuadro fue un retrato al óleo de su padre, realizado a la edad de 12 años.
En 1936 hizo una oposición para las clases libres de pintura del Círculo de Bellas Artes de Madrid, cuyo resultado no llegó a conocer por el estallido de la guerra civil española. Comenzó entonces a asistir a la Escuela de Bellas Artes de Madrid, trasladada durante la contienda a la Biblioteca Nacional. Allí coincidió con Luis García-Ochoa Ibáñez, Álvaro Delgado Ramos y Cirilo Martínez Novillo, con los que formaría un grupo escogido seguidor de Daniel Vázquez Díaz, profesor en dicha institución.
Al terminar la guerra, forma grupo con Delgado, Enrique Núñez Castelo, Carlos Pascual de Lara y Francisco San José, que reunidos por Benjamín Palencia, formarían la efímera segunda Escuela de Vallecas, "escuela de pintores poetas" que, tras el ímpetu inicial y una buena dosis del hambre de la posguerra española, acabaría en desbandada general.
Por necesidades económicas tuvo que dedicarse a la decoración, abandonando la pintura durante algunos años y reapareciendo en 1946 en la segunda exposición colectiva de la llamada Escuela de Madrid.
A partir de ahí realizó varias exposiciones, tanto individuales como colectivas, en España y América Latina. Entre los contados galardones que recibió, están el premio Jesús Pernas, de la II Bienal Hispanoamericana de La Habana (1954); el premio de Pintura religiosa del Ateneo de Madrid (1955); un premio de adquisición en la I Bienal de Arte de Bilbao (1968), y el primer premio de diseño en el I Certamen de Arte de la UNICEF (1969).
Murió en el verano de 1977, a la edad de 56 años, a causa de un accidente de tráfico.

## Exposiciones individuales

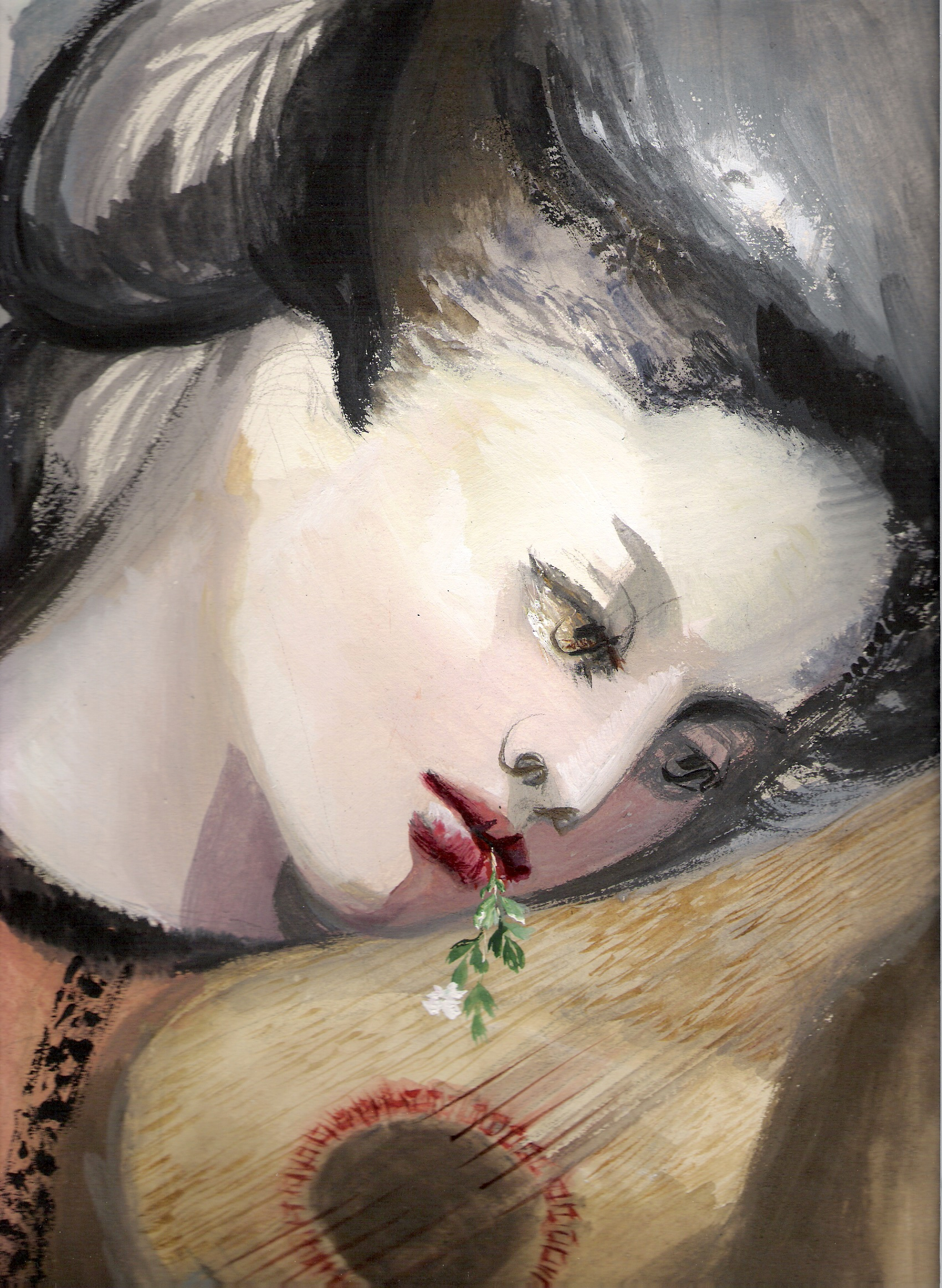
Detalle de un óleo de Gregorio del Olmo

Su primera individual ocurrió en la Galería Estilo de Madrid, el año 1952. Al año siguiente, expuso en la Sala Turner de Madrid y la Sala Caralt de Barcelona. Tras un largo lapso sin exponer, lo hace en la Dirección General de Bellas Artes en 1965; y de nuevo tendrán que pasar seis años antes de su siguiente muestra, ocurrida en la Escuela de Nobles y de Bellas Artes de San Eloy, en Salamanca, en 1971. Entró entonces en su mejor década exponiendo diez veces entre 1972 y 1978, en las galerías Theo (Madrid), Decar (Bilbao), Sur de (Santander, Valle Ortí de Valencia, Biosca (Madrid), Litoral (Alicante), Caledonia (Bilbao), Van Gogh (Vigo), 
Laietana (Barcelona). En 1989 se reunió en el Centro Cultural Conde Duque de Madrid una gran muestra retrospectiva.